# Política energética de Alemania en la Segunda Guerra Mundial
La Política Energética de Alemania en la Segunda Guerra Mundial se refiere la política en temas energéticos seguida por el gobierno del Tercer Reich durante la Segunda Guerra Mundial. A finales del siglo XIX, Alemania no contaba con recursos petroleros. Sin embargo, la importancia de los combustibles derivados de hidrocarburos no significó un problema mayor, debido a que poseía abundantes reservas de carbón, que le permitían suministrar la energía necesaria para movilizar su industria y armamento. A partir de la primera década del siglo XX, el desarrollo tecnológico de la industria automotriz y aérea, basada en máquinas de combustión interna, urgió la necesidad de contar con gasolina y diesel. En el periodo de entre guerras, la escasez de petróleo o combustible significaba la paralización de cualquier mecanismo de transporte, calefacción y defensa militar. Para Alemania, entre 1919 y 1945, la cuestión de los hidrocarburos (producción, importación, distribución, hidrogenación y consumo) fue de suma importancia, solo superada por la supervivencia del Estado. El presente artículo sintetizará las implicaciones energéticas de la Segunda Guerra Mundial para Alemania. La reconstrucción narrativa presentada aquí, para el conflicto entre 1939 y 1945, describe cómo los diferentes frentes alemanes dirigieron su política militar al ataque y defensa de objetivos energéticos.

## Estrategia energética antes de la guerra
Una de las principales causas de la derrota de Alemania en la Primera Guerra Mundial fue la escasez de petróleo. La revisión de esta situación incrementó el interés por asegurar su abasto energético en los siguientes años. Con lo que si contaba este país, era con abundantes recursos de carbón, es por ello que el objetivo principal de los científicos alemanes era descubrir un proceso para convertir carbón en combustible. La investigación comenzó durante la Primera Guerra Mundial con el trabajo de Haber y Bosch. A partir de ello, el desarrollo tecnológico de este proceso fue acelerado hasta que el científico Friedrich Bergius obtuvo el Premio Nobel en 1931 por el descubrimiento de la técnica de hidrogenación (conversión de carbón a combustible).
Una tarde de junio de 1932, tuvo lugar una reunión entre Adolf Hitler y dos oficiales de la industria química I.G.Farben. El primer objetivo de esta cita fue pedir el paro de la campaña Nazi contra la compañía por el hecho de contar con judíos en puestos de alto rango dentro de su empresa. El segundo, y más importante, fue solicitar un subsidio para desarrollar el proceso de hidrogenación a fin de poder asegurar economías de escala, meta que no podría ser alcanzada sin el apoyo financiero gubernamental por los altos costos que implicaba tal empresa. Hitler respondió que una economía sin petróleo era inconcebible en una Alemania que deseaba su independencia política. Más aún, con el objetivo de industrializar su sistema productivo, concedió todo el apoyo posible para tal industria en los años siguientes. Al siguiente año, Hitler fue elegido como Canciller e inmediatamente comenzó una política para motorizar la economía alemana, aunque esto solo fue el comienzo para después impulsar una política armamentista, en la cual aviones bombarderos y de combate, tanques, y camiones requerirían el combustible generado por la I.G.Farben.

## Inicio de la guerra: seguridad energética
Dos fueron las razones por las que Hitler se convenció del riesgo de la dependencia de petróleo extranjero y la necesidad urgente de aumentar la producción del combustible sintético. La primera fue cuando Benito Mussolini, con el fin de comenzar su imperio en el Norte de África, invadió Etiopía en 1935 (antes conocida como Abisinia). Ante este suceso, algunos miembros de Liga de Naciones propusieron un embargo de petróleo al gobierno italiano, pero el gobierno francés se negó al final. Mussolini confesó a Hitler que de haber tenido éxito el embargo, se habría tenido que retirar de aquel país en una semana. La segunda lección de Hitler fue la interrupción de suministro de gasolina por parte del gobierno soviético en 1936. El riesgo de las sanciones externas hizo difícil la decisión de remilitarizar la frontera con Francia en 1936, acto que violaba los tratados de la primera guerra. No obstante, inició tal política y para su fortuna, la Liga de Naciones no respondió, lo cual definiría un patrón de sucesivas acciones militares en la primera fase de la guerra.
Entre 1937-38 la compañía I.G.Farben fue transformada en una empresa estatal, totalmente alineada al proyecto político Nazi de expandir la producción de combustible. La militarización se llevó a la práctica en 1939 con la invasión de Polonia, y para entonces, ya contaba con 14 plantas industriales de hidrogenación y seis más por construir. Para el siguiente año, el combustible, a base de carbón, representaba 46 % de la matriz energética y 95 % del combustible para los aviones de combate y bombarderos.
A pesar del éxito en la industria de hidrogenación, el petróleo continuó siendo objetivo principal en la estrategia de guerra alemana. El avance acelerado de las tropas (guerra relámpago) fue diseñado para consumir lo menos posible de tiempo antes de enfrentar problemas de suministro de energía. Esta primera fase tuvo éxito con la conquista de Polonia, Noruega, Países Bajos y Francia. Su siguiente objetivo tenía especial atención por sus recursos energéticos abundantes: los pozos petroleros de la Unión Soviética.

## Operación Barbarroja: objetivo petrolero de la Unión Soviética
Si bien, la decisión por atacar la Unión Soviética tenía que ver con el desagrado político contra el comunismo y la dominación del occidente de Eurasia; el petróleo tenía mayor importancia para la guerra. La conquista de los pozos petroleros de Bakú y de la región del Cáucaso fueron el primer objetivo y, según un interrogatorio a Albert Speer, Ministro alemán de Armamento y Producción de Guerra, "la necesidad de petróleo fue el motivo principal detrás de la decisión de invadir la Unión Soviética".
En junio de 1940 Hitler ordenó la operación Barbarroja, la cual consistió en una ofensiva llevada a cabo por 3 millones de hombres con 600,000 vehículos y 625,000 caballos. El ataque fue completamente inesperado para Stalin, a pesar de las advertencias por parte de Estados Unidos y Gran Bretaña. La estrategia fue de nuevo esencialmente similar a la guerra relámpago practicada anteriormente en el oeste y se preveía acabar la guerra en un máximo de diez semanas. Al principio se logró desestabilizar las defensas rusas. No obstante, los errores en el cálculo del consumo de combustible comenzaron a ser evidentes al avanzar la campaña, y fueron motivados por la falta de conocimiento del terreno ruso: se necesitó más del doble de combustible de lo planeado. En un principio, estas señales fueron ignoradas debido a la euforia de las victorias. Pese a conquistar extenso territorio, no se logró capturar la ciudad de Moscú y tampoco después el yacimiento petrolífero de Bakú. La falta de suministro energético fue una restricción decisiva para la imposibilidad de lograrlo.

## Operación Blau: primera gran derrota energética
A principios de 1942, Alemania comenzó a organizar una segunda gran ofensiva contra la Unión Soviética, la Operación Blau. La región del Cáucaso seguía siendo el principal objetivo, ya que se tenía en cuenta que el futuro de la guerra dependía en contar con mayores recursos petroleros. Del mismo modo, se esperaba dañar notablemente el motor de la economía soviética. Alemania organizó la llamada 'Technical Oil Brigade', conformada por 10,000 hombres con el fin de conquistar los yacimientos petroleros. Lograron conquistar el centro de Maikop, el yacimiento petrolífero del Cáucaso más cercano a Occidente. Pero los soviéticos habían destruido las instalaciones, lo cual retrasó la explotación de los recursos por parte de los alemanes. En la siguiente fase, los problemas de escasez de combustible se volvieron a presentar. La presión fue tal, que se sustituyó a los camiones que suministraban petróleo por camellos y para finales de año los esfuerzos por alcanzar el centro petrolero de Bakú fueron imposibles. A principios de 1943, se ordenó la retirada de las tropas alemanas y las que se encontraban en Stalingrado se rindieron ante los militares soviéticos, en gran medida por la falta de combustible para retirarse. Esta fue la primera gran derrota de Alemania durante la guerra. La llamada fase 'Blitzkrieg', o acción ofensiva expansionista y rápida, había terminado. La ironía de esta operación fue que en su búsqueda por petróleo, fue derrotada por su falta de suminitro. Lo mismo sucedió en la ayuda nazi al gobierno Italiano durante la pugna por el territorio de África del Norte. El plan consistió en que ambos frentes, en la Unión Soviética y en Egipto, se encontraran en la región de Medio Oriente para conquistar las reservas petroleras de Irak e Irán; objetivo que nunca se consiguió.

## Principal objetivo estratégico de los Aliados: industria energética
A mediados de 1943, los países del Eje habían perdido en la Unión Soviética y en el Norte de África. En este momento Alemania centralizó su atención a sus propios recursos, combustibles sintéticos. Su producción se había duplicado entre 1940 y 1943, representando 57 % de la demanda total de energía y 92 % del combustible de aviación. Este desarrollo industrial tuvo como base la mano de obra esclava agrupada en campos de concentración; algunos de los cuales pertenecían a la industria I.G.Farben, misma que fabricaba los gases tóxicos de aniquilación de la misma mano de obra. Una de sus principales plantas de encontraba en Auschwitz, Polonia, donde asesinaron a más de dos millones de personas, principalmente judíos. La empresa se asociaba con la organización paramilitar de la SS con el fin de adquirir mano de obra y a cambio contribuir a la llamada "Solución final" de exterminio judío. Para 1944, un tercio de la fuerza laboral en la industria alemana de combustible sintético era trabajo esclavo, I.G.Farben había consolidado su relación con la SS en el campo de concentración de Auschwitz.
Después de la fallida ofensiva bombardera de los Aliados a principios de 1944, el general norteamericano, Carl Spaatz, propuso un cambio de objetivo: la industria de combustible sintético. Por otra parte, los británicos se opusieron y argumentaron que el principal objetivo debía ser la infraestructura de comunicaciones, en especial las vías ferroviarias. No obstante, el general estadounidense, Eisenhower otorgó la aprobación de un ataque bombardero, con 935 aviones, a varias plantas de combustible, incluyendo la industria gigante de I.G.Farben en Leuna. "Nunca olvidaré la fecha del 12 de mayo, en aquel día la guerra tecnológica se había decidido" declaró Albert Speer, ministro de armamento alemán. En adelante, se dirigieron ataques sistemáticos a la industria, al mismo tiempo que los Aliados avanzaban hacia Berlín. Se intentó la reubicación y dispersión de las plantas para mantener los niveles de producción, pero fue inevitable el declive de las reservas energéticas mientras que por su parte los Aliados se abastecían sin problemas desde occidente y oriente. En 1944, los soviéticos capturaron los campos petroleros de Ploesti en Rumania, la mayor fuente de petróleo para Alemania. En los siguientes meses, las reservas de combustibles eran tan bajas que no se podía proteger las plantas con aviones, lo cual aceleró el éxito aliado en destruir la fuente energética de los nazis.

## Fin de la guerra: agotamiento de energía
Mayores reservas de combustible se hubieran traducido en más tiempo para los alemanes. Hacia finales de 1944, la resistencia y ofensiva alemanas habían perdido toda su fuerza. A principios de 1945, la producción alemana de gasolina representaba el 0.5 % respecto de la cantidad correspondiente a los primeros meses de 1944. Los ataques a las fuentes de energía de Alemania fueron sin duda uno de los factores principales para la derrota alemana en cada una de las etapas de avance aliado. Por otra parte, no cabe duda de que la industria de combustible sintético fue un caso de éxito entre 1939 y 1945; sin embargo, esto se interrumpió después de la Segunda Guerra Mundial por la prohibición de la Conferencia de Potsdam en julio de 1945. Cuatro años más tarde, el Acuerdo de Frankfurt ordenó el desmantelamiento industrial. La Unión Soviética desmanteló las industrias de Pölitz, Magdeburg, Blechhammer y Auschwitz para reinstalarlas en Siberia con el fin de producir combustible de aviación.